# أنطونيو سوتو دياز
أنطونيو سوتو دياز (بالإنجليزية: Antonio Soto Díaz)‏ هو سياسي أمريكي، ولد في 9 أغسطس 1949، وتوفي في 4 يناير 2016. حزبياً، نشط في الحزب التقدمي الجديد.